# Djordje Zarkovic
Djordje Zarkovic (serbiska: Đorđe Žarković), född 2 december 1965 i Belgrad i dåvarande SFR Jugoslavien, är en svensk översättare. Han översätter från serbiska/kroatiska/bosniska, danska och spanska. Han driver även Gavrilo förlag och är sedan 1995 auktoriserad translator från serbiska, kroatiska och bosniska.
Bland författare han översatt märks Slavenka Drakulić, Dubravka Ugrešić och Alberto Méndez. Han har också översatt en rad av Sven Nordqvists barnböcker till serbiska.

## Priser och utmärkelser
- 2017 – Hedersomnämnande för översättningen av Olja Savičević Ivančevićs Adjö Cowboy (Gavrilo)[5]
- 2019 – Årets översättning för översättningen av Dubravka Ugrešićs roman Räven, (Albert Bonniers Förlag, 2019)[6]
- 2022 – Svenska Akademiens översättarpris[7]